# کارلوس موتا پینتو
کارلوس موتا پینتو (انگلیسی: Carlos Mota Pinto؛ ۲۵ ژوئیهٔ ۱۹۳۶ – ۷ مهٔ ۱۹۸۵) یک سیاست‌مدار اهل پرتغال بود.